# 天津填海造陆工程

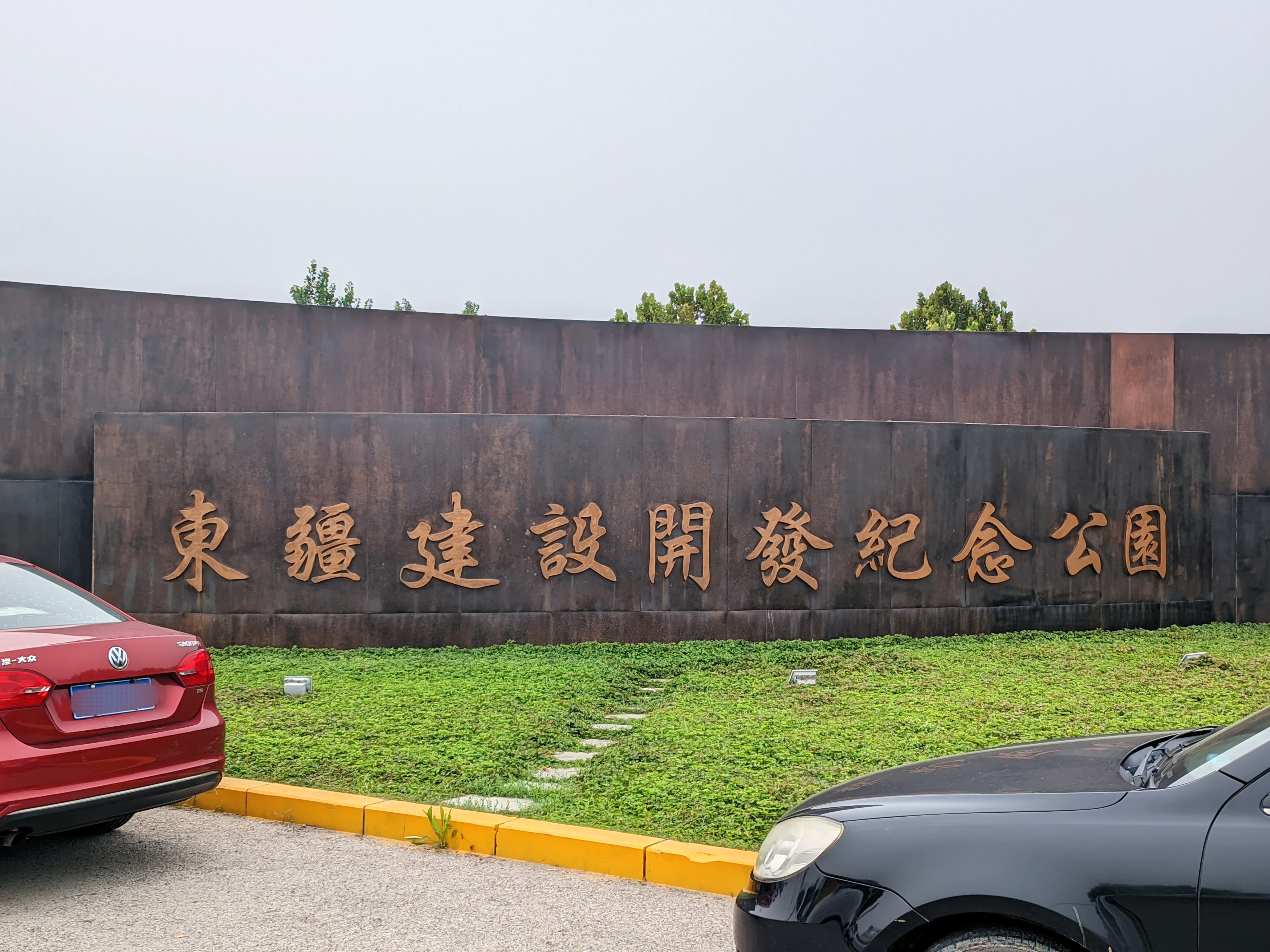
天津东疆建设开发纪念公园

天津填海造陆工程，是中国天津市滨海新区正在建设的目前中国国内最大的填海造陆工程，总面积将达200余平方公里。

## 位置

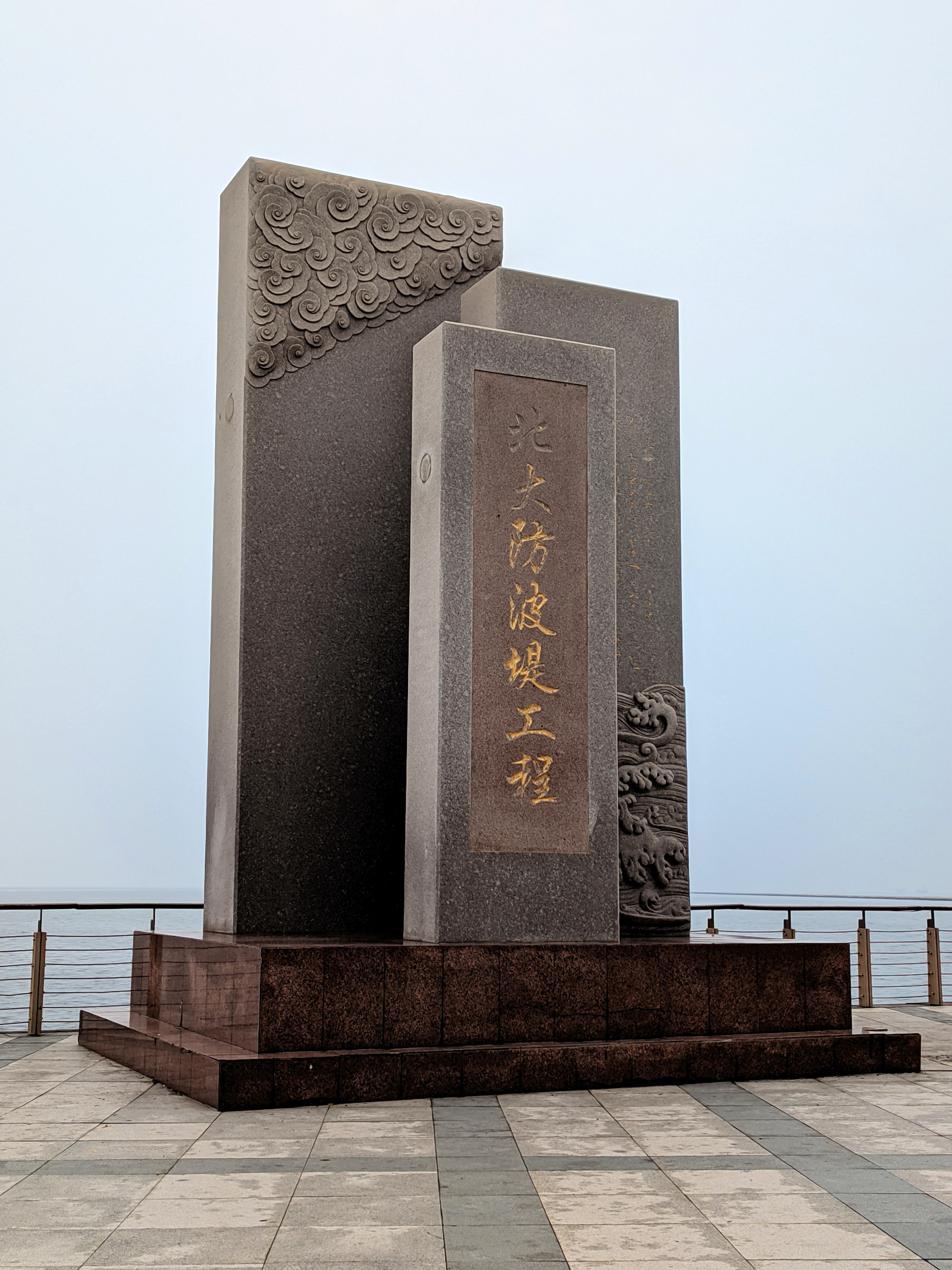
东疆北大防波堤工程

天津填海造陆工程，位于距天津市东部沿海，是欧亚大陆桥的最东端，渤海湾的中心。

## 组成
港区的填海造陆工程由位于滨海新区的天津港集团将累计投资600亿元，承担开发的30平方公里东疆港区、13平方公里南疆港区及120平方公里的临港产业区组成。此外，滨海旅游区还将进行港区之外的填海造陆工程。

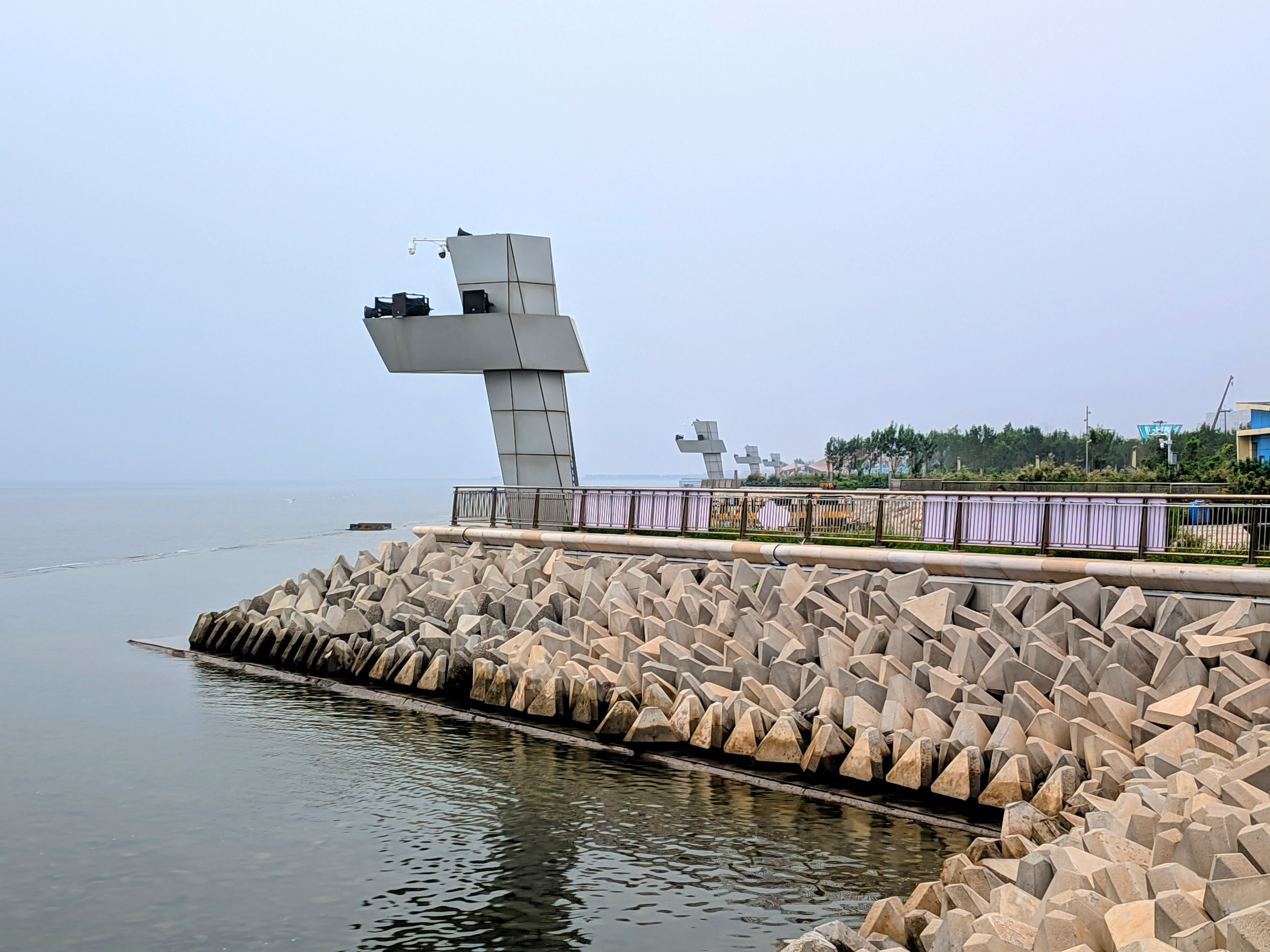
天津滨海新区东疆亲海公园

## 工程进度
天津的填海造陆工程中三大港区的总面积达160多平方公里，按照规划在2010年前重点建设东疆港保税区，2012年前以重点建设南疆港区，同时进行临港产业区的基础设施建设，2012年后重点建设临港产业区。
- 2004年，天津填海造陆工程正式开工建设。[2]
- 2006年6月初，《国务院关于推进天津滨海新区开发开放有关问题的意见》公布，其中明确提出“推动天津滨海新区进一步扩大开放，设立天津东疆保税港区”。[4]
- 2006年6月9日，经过填海造陆天津港东疆港区首个码头竣工。[5]
- 2006年7月26日，完成填海造陆10平方公里，达整个人工港岛面积的1/3。[6]
- 2007年12月6日，完成填海造陆13平方公里。[7]
- 2009年9月10日，南港工业区已完成围海面积27平方公里，造陆18平方公里。[8]
- 2010年，港区将整体成陆，港区南北向8.4公里疏港通道已全线贯通。[7]
- 2012年，按照规划天津临港工业区将完成80平方公里填海造陆工程,并建成开通10万吨级航道。[2]
- 预计2018年，按照规划完成全部的填海造陆工程，以及基础设施和航道码头建设。[2]